# 전도 (불교)
전도(顚倒, 산스크리트어: viparīta, viparyāsa)는 그릇됨 · 어긋남 · 잘못됨 · 위배됨 · 뒤바뀜 · 뒤집힘을 뜻한다. 한자어 '전도(顚倒)'의 일반 사전적인 뜻은 '엎어져 넘어지거나 넘어뜨림', '위와 아래를 바꾸어서 거꾸로 함 ' 또는 '차례, 위치, 이치, 가치관 따위가 뒤바뀌어 원래와 달리 거꾸로 됨. 또는 그렇게 만듦'이다.
불교 용어로는 전도(顚倒)는 번뇌로 인해 잘못된 생각을 갖거나 실제의 사(事)와 이(理)에 대해 잘못 이해하는 것을 말한다. 모든 번뇌는 뒤집힌 측면을 갖추고 있기 때문에 넓게 보면 전도(顚倒)는 번뇌의 다른 이름이기도 하다. 하지만 전도(顚倒)는 모든 번뇌들 가운데 뒤집힌 견해, 즉 견(見) 즉 염오견 또는 부정견과 이것과 상응하는 법들에 대해서만 적용되는 개념이며, 따라서 설일체유부의 번뇌론에 따르면 모든 전도(顚倒)는 견소단(見所斷)으로 예류과(預流果)에서 끊어진다.
보통 불교에서 '전도(顚倒)'라고 하면 상(常) · 락(樂) · 아(我) · 정(淨)에 대한 뒤집힌 견해인 4전도(四顚倒)를 말한다. 4전도에는 유위에 대한 전도인 상전도(常顛倒) · 낙전도(樂顛倒) · 아전도(我顛倒) · 정전도(淨顛倒)의 유위 4전도(有為四顛倒)가 있으며, 무위에 대한 전도인 무상전도(無常顛倒) · 무락전도(無樂顛倒) · 무아전도(無我顛倒) · 무정전도(無淨顛倒)의 무위 4전도(無為四顛倒)가 있다. 그리고 이들을 통칭하여 8전도(八顛倒)라 한다.
4전도와 8전도 외에도 2전도(二顛倒) · 3전도(三顛倒) · 7전도(七顛倒) · 10전도(十顛倒) · 12전도(十二顛倒)가 있다.